# Sericulus
Genre
Sericulus est un genre qui comprend quatre espèces d'oiseaux appartenant à la famille des Ptilonorhynchidae.

## Classification
D'après la classification de référence (version 5.2, 2015) du Congrès ornithologique international (ordre phylogénique) :
- Sericulus aureus – Jardinier du Prince d'Orange
- Sericulus ardens – Jardinier ardent
- Sericulus bakeri – Jardinier de Baker
- Sericulus chrysocephalus – Jardinier prince-régent